# 바오탕
응우옌푹바오탕(Nguyễn Phúc Bảo Thắng, 1943년 9월 30일 ~ 2017년 3월 15일)은 베트남 응우옌 왕조의 황족이다. 바오다이의 2번째 아들로, 어머니는 남프엉 황후이다.